# 康山街道
康山街道是浙江省湖州市吳興區一個下轄街道，位於湖州市區西南部，南以11省道為界，西至宣杭鐵路，北至西苕溪，東至104國道。
康山街道於2006年8月籌建，2007年3月正式成立，其委託于湖州經濟技術開發區管委會管理。

## 行政區劃
康山街道下辖4个社区和10个行政村。其轄區包括：
- 社區：
  - 原道場鄉：糧貿社區、星汇半岛社区、春江名城社區、西西那堤社區
- 行政村：
  - 原道場鄉：道場村、雙塘村、陸家兜村、黃墅村、石泉橋村、福山村、長西村；
  - 原妙西鎮：東山村、沙家浜村、基山村。

## 交通
- 104國道
- 申嘉湖高速公路
- 杭寧高速公路
- 杭寧高速鐵路
- 康山大道(在建)

## 外部連結
- 康山街道官方網站 （页面存档备份，存于）
- 康山街道黨建官方微博 （页面存档备份，存于）
- 康山先鋒 （页面存档备份，存于）